# Aetideus acutus
Aetideus acutus är en kräftdjursart som beskrevs av Farran 1929. Aetideus acutus ingår i släktet Aetideus och familjen Aetideidae. Inga underarter finns listade i Catalogue of Life.